# 吉村祥子
吉村祥子（日语：／ Yoshimura Shōko，1968年10月14日—），日本女子摔跤运动员。她曾代表日本参加世界摔跤锦标赛，获得五枚金牌、一枚银牌和三枚铜牌。她在退役后成为教练。